# Рок-Гілл (Південна Кароліна)
Рок-Гілл (англ. Rock Hill) — місто (англ. city) в США, в окрузі Йорк штату Південна Кароліна. Населення — 74 372 особи (2020). Четверте за розмірами місто штату.

## Географія
Рок-Гілл розташований за координатами 34°56′36″ пн. ш. 81°1′17″ зх. д. / 34.94333° пн. ш. 81.02139° зх. д. (34.943368, -81.021451).  За даними Бюро перепису населення США у 2010 році місто мало площу 92,94 км², з яких 92,52 км² — суходіл та 0,42 км² — водойми. У 2017 році площа становила 98,82 км², з яких 98,37 км² — суходіл та 0,45 км² — водойми.

### Клімат
| Клімат : Рок-Гілл                                                             | Клімат : Рок-Гілл | Клімат : Рок-Гілл | Клімат : Рок-Гілл | Клімат : Рок-Гілл | Клімат : Рок-Гілл | Клімат : Рок-Гілл | Клімат : Рок-Гілл | Клімат : Рок-Гілл | Клімат : Рок-Гілл | Клімат : Рок-Гілл | Клімат : Рок-Гілл | Клімат : Рок-Гілл | Клімат : Рок-Гілл |
| Показник                                                                      | Січ.              | Лют.              | Бер.              | Квіт.             | Трав.             | Черв.             | Лип.              | Серп.             | Вер.              | Жовт.             | Лист.             | Груд.             | Рік               |
| Середній максимум, °C                                                         | 10,6              | 13,9              | 18,9              | 23,9              | 27,2              | 31,1              | 32,8              | 32,2              | 28,3              | 23,3              | 18,3              | 12,2              | 22,8              |
| Середній мінімум, °C                                                          | −0,6              | 2,2               | 5,6               | 10,0              | 15,0              | 19,4              | 21,7              | 21,1              | 17,2              | 11,1              | 6,1               | 1,1               | 11,1              |
| Середня кількість сонячних годин на місяць                                    | 173,6             | 180,8             | 235,5             | 270,0             | 291,4             | 288,0             | 291,5             | 272,8             | 240,0             | 229,4             | 177,0             | 167,4             | 2817,4            |
| Норма опадів, мм                                                              | 95                | 96                | 106               | 79                | 72                | 103               | 98                | 101               | 89                | 85                | 86                | 87                | 1097              |
| Днів з опадами                                                                | 11,2              | 9,3               | 10,8              | 8,6               | 10,1              | 10,3              | 11,0              | 9,6               | 7,9               | 6,5               | 8,6               | 10,0              | 113,9             |
| Днів зі снігом                                                                | 1,0               | 0,6               | 0,3               | 0                 | 0                 | 0                 | 0                 | 0                 | 0                 | 0                 | 0,1               | 0,5               | 2,5               |
| ----------------------------------------------------------------------------- | ----------------- | ----------------- | ----------------- | ----------------- | ----------------- | ----------------- | ----------------- | ----------------- | ----------------- | ----------------- | ----------------- | ----------------- | ----------------- |
| Джерело: Temperatures & precipitation, snowfall,[джерело?] sunshine[джерело?] |                   |                   |                   |                   |                   |                   |                   |                   |                   |                   |                   |                   |                   |

## Демографія
Згідно з переписом 2010 року, у місті мешкали 66 154 особи в 25 966 домогосподарствах у складі 16 059 родин. Густота населення становила 712 осіб/км².  Було 29159 помешкань (314/км²).
Расовий склад населення:
| - 54,6 % — білих - 38,3 % — чорних або афроамериканців - 1,7 % — азіатів - 0,5 % — корінних американців - 0,1 % — вихідців з тихоокеанських островів - 2,7 % — осіб інших рас |

До двох чи більше рас належало 2,1 %. Частка іспаномовних становила 5,7 % від усіх жителів.
За віковим діапазоном населення розподілялося таким чином: 24,4 % — особи молодші 18 років, 65,2 % — особи у віці 18—64 років, 10,4 % — особи у віці 65 років та старші. Медіана віку мешканця становила 31,9 року. На 100 осіб жіночої статі у місті припадало 85,3 чоловіків;  на 100 жінок у віці від 18 років та старших — 80,3 чоловіків також старших 18 років.
Середній дохід на одне домашнє господарство  становив 56 018 доларів США (медіана — 40 396), а середній дохід на одну сім'ю — 67 192 долари (медіана — 52 146). Медіана доходів становила 39 544 долари для чоловіків та 32 671 долар для жінок. За межею бідності перебувало 18,6 % осіб, у тому числі 23,6 % дітей у віці до 18 років та 10,9 % осіб у віці 65 років та старших.
Цивільне працевлаштоване населення становило 33 285 осіб. Основні галузі зайнятості: освіта, охорона здоров'я та соціальна допомога — 20,3 %, роздрібна торгівля — 14,4 %, виробництво — 12,4 %, мистецтво, розваги та відпочинок — 11,1 %.